# La concessionaria più pazza d'America
La concessionaria più pazza d'America (The Goods: Live Hard, Sell Hard) è un film del 2009 diretto  da Neal Brennan. Tra i principali interpreti figurano Jeremy Piven, Ving Rhames, James Brolin, David Koechner e Kathryn Hahn. Originariamente intitolato The Goods: The Don Ready Story, il film è stato distribuito nelle sale il 14 agosto 2009 negli Stati Uniti da Paramount Pictures ed è stato rilasciato in DVD solo a noleggio senza contenuti speciali il 17 novembre e in vendita il 15 dicembre. Il film ha ricevuto recensioni per lo più negative dalla critica e ha incassato 15,3 milioni di dollari contro un budget di 10 milioni di dollari.

## Trama
La concessionaria di auto di Ben Selleck, a Temecula in California, sta fallendo, quindi assume un team di mercenari di auto gestito da Don Ready. Hanno 211 auto da vendere durante il fine settimana del 4 luglio. Il team di Don composto da Babs, Jibby e Brent gli promette che realizzeranno un profitto per la concessionaria durante il fine settimana.
Il primo giorno la folla si riunisce per hot dog e altri espedienti. Don nota che il venditore di talento naturale, Blake, potrebbe essere suo figlio (era già stato lì una volta e ha avuto una breve avventura). Il team di vendita vende le auto con ogni mezzo necessario e finisce la giornata vendendo 71 auto.
Prima che possano lasciare il lotto, Stu Harding e suo figlio Paxton della concessionaria avversaria si offrono di acquistare il lotto. Mentre Paxton sta per sposare la figlia di Ben, Ivy, sta cercando di far fallire il suo futuro suocero. Paxton vuole solo spazio per esercitarsi per la sua "man-band", i Big Ups, e alla fine vuole portarli in tutto il mondo. Ben quasi conclude un accordo con Stu, ma Don promette di vendere tutte le auto del lotto.
Il secondo giorno inizia male con una pubblicità disonesta secondo cui Ben sta morendo di cancro ai testicoli. Quando è il momento per Eric Bice, il fratello di Bo Bice, di salire sul palco, questi si tira indietro all'ultimo minuto e Don sale sul palco. La folla si ribella quando scopre che Don è un cantante atroce. Approfittando di tutte le telecamere che riprendono la rivolta, la squadra avvia una vendita con uno sconto del 20% alla polizia.
Don sta facendo un bilancio della sua vita quando Ivy lo interroga su uno dei suoi lavori ad Albuquerque. Le dice che ha ucciso il suo migliore amico e DJ della squadra, McDermott (interpretato in un flashback da Will Ferrell), dandogli una borsa con sex toys invece di un paracadute. Don era più concentrato a fare sesso con il suo cliente che a vendere auto. Poi rivela a Ivy che si sta innamorando di lei e sta succedendo tutto di nuovo. Quella notte lei viene nella camera d'albergo di Don e fanno sesso.
Ivy rivela che è stata un'avventura di una notte e non sta rompendo con Paxton. Don è sconvolto e si precipita fuori urlando che si fida delle auto solo dopo quello che gli è stato fatto da Ivy. La squadra cerca ma non riesce a trovare Don, si impegnano per vendere le 105 auto rimaste nel lotto senza di lui. Mentre vaga nel deserto, Don vede il defunto McDermott con due angeli. McDermott gli dice che tutto riguarda la squadra, le persone che ami e che dovrebbe uscire di strada e sistemarsi. Nel tempo necessario a Don per tornare alla concessionaria, il team ha venduto tutte le auto del lotto.
Don si lancia con il paracadute sul lotto ma Stu e Paxton lo informano che la "macchina dei banditi" (un costoso oggetto di scena utilizzato nei film Smokey and the Bandit) non è stata venduta, quindi la concessionaria è loro. Don convince Paxton a comprarlo, il che salva tutto, e Paxton lascia Ivy per andare in tour con la sua band. Don annuncia che lascerà la strada in modo che possa prendersi più cura dei suoi amici e della sua famiglia. Don sposa Ivy e adotta Blake (nonostante il fatto che Blake sappia di non essere, in realtà, suo figlio) ma divorziano due anni dopo. Né Don né Ivy vogliono la custodia di Blake dopo il divorzio.

## Produzione
Il titolo originale del film doveva essere, The Goods: The Don Ready Story. Adam McKay riconosce somiglianze tra questo film e il film, diretto da Robert Zemeckis e prodotto da Steven Spielberg, La fantastica sfida, di cui pensa che "la gente normale si sia dimenticata", e paragona questo film al divertente Glengarry Glen Ross nel tono.

## Accoglienza

### Critica
"La concessionaria più pazza d'America" ha ricevuto recensioni per lo più negative dalla critica. Sul sito Rotten Tomatoes, il film detiene una valutazione del 27%, basata su 103 recensioni, con un punteggio medio di 4,2/10. Il commento del sito recita: "Nonostante il talento davanti e dietro la telecamera, La concessionaria più pazza d'America in gran parte fallisce, dimostrando un'opportunità sprecata per tutti i soggetti coinvolti." Su Metacritic, il film è un punteggio di 39 su 100, basato su 23 critici, che indica "recensioni generalmente sfavorevoli". Su una nota più positiva, il noto critico cinematografico Roger Ebert del Chicago Sun-Times ha assegnato al film tre stelle su quattro, dicendo che "la sceneggiatura si muove a un ritmo vertiginoso. Se una gag non funziona, un'altra è alle calcagna".

### Controversie
Il 17 agosto, la Japanese-American Citizens League ha chiesto di ottenere scuse a causa di una scena che ritrae il pestaggio da parte della folla di un uomo asiatico-americano, così come l'uso dell'insulto razziale "Jap" nel film .

### Botteghino
Il film è uscito al sesto posto in 1.838 sale guadagnando $ 5.642.137 dietro District 9, G.I. Joe - La nascita dei Cobra, Un amore all'improvviso, Julie & Julia e G-Force - Superspie in missione. Il film è rimasto nelle sale per sette settimane, rimanendo nella top 10 solo per le prime due settimane. Il film ha incassato $ 15.122.676 in patria e $ 178.209 all'estero per un totale di $ 15.300.885 finora. Questo lo ha posizionato al numero 97 per tutti i film usciti nel 2009.